# 小田原藩
小田原藩（おだわらはん）は、江戸時代に相模国足柄上郡足柄下郡、駿河国駿東郡の一部などを治めた藩。藩庁は小田原城（神奈川県小田原市）。

## 藩史
1590年（天正18年）の小田原征伐で小田原の後北条氏が豊臣秀吉に滅ぼされると、徳川家康が関東に入部し、東国の押さえとして譜代の大久保忠世を小田原城主とした。領国は足柄上郡、下郡147か村4万石であった。1594年（文禄3年）、忠世が没すると、嫡子忠隣が後継となり、武蔵羽生に2万石を加増された。忠隣はさらに老中として幕閣に入ったが、1614年（慶長19年）に改易となり、小田原城は破却され、以後5年間は番城となった。
1619年（元和5年）、上総大多喜城主・阿部正次が5万石で小田原へ入封したが、4年後には岩槻藩に転封となった。小田原城は再び番城となる。
1632年（寛永9年）、下野真岡藩から稲葉正勝が8万5千石で入封した。正勝は第3代将軍・徳川家光の乳母・春日局の子で、正勝ののちは正則、正往と続いた。いずれも幕府の老中に就任している。この稲葉家の時代に藩の治世が確立した。稲葉氏は1685年（貞享2年）に越後高田藩へ転封する。
1686年（貞享3年）に、下総佐倉藩主・大久保忠朝が10万3千石で入封した。忠朝は小田原藩最初の藩主・大久保忠世から5代目にあたり、当時は幕府の老中であった。以後は幕末・明治初頭まで大久保家の支配が10代続いた。なお、大久保家の歴代藩主の多くが幕閣として活躍したが、そのために出費も重なり、財政難にあっている。
1707年（宝永4年）に富士山の宝永噴火で領内の広い範囲で農業が困難になる。翌年、藩領のうち被害が甚大な駿河国駿東郡や相模国足柄上郡、足柄下郡、淘綾郡、高座郡の約5万6384石・197か村が幕府直轄領となり、村々は復興するにしたがって小田原藩に戻された。小田原藩はその間、別の地域を領地として与えられた。

## 歴代藩主

### 大久保家
譜代 - 4万5千石→6万5千石
| 代 | 氏名 | よみ     | 官位・官職     | 在任期間                               | 前藩主との続柄・備考 |
| -- | ---- | -------- | -------------- | -------------------------------------- | -------------------- |
| 1  | 忠世 | ただよ   |                | 1590年 - 1594年 （天正18年 - 文禄3年） | 大久保忠員の長男     |
| 2  | 忠隣 | ただちか | 相模守従五位下 | 1594年 - 1614年 （文禄3年 - 慶長19年） | 先代の長男           |

### 阿部家
譜代 - 5万石
| 代 | 氏名 | よみ     | 官位・官職       | 在任期間                              | 前藩主との続柄・備考 |
| -- | ---- | -------- | ---------------- | ------------------------------------- | -------------------- |
| 1  | 正次 | まさつぐ | 従四位下行備中守 | 1619年 - 1623年 （元和5年 - 元和9年） | 阿部正勝の長男       |

### 稲葉家
譜代 - 8万5千石→10万2千石
| 代 | 氏名 | よみ     | 官位・官職             | 在任期間                               | 前藩主との続柄・備考 |
| -- | ---- | -------- | ---------------------- | -------------------------------------- | -------------------- |
| 1  | 正勝 | まさかつ | 従五位下行丹後守       | 1632年 - 1634年 （寛永9年 - 寛永11年） | 稲葉正成の3男        |
| 2  | 正則 | まさのり | 従四位下行美濃守       | 1634年 - 1683年 （寛永11年 - 天和3年） | 先代の2男            |
| 3  | 正往 | まさみち | 従四位下行丹後守兼侍従 | 1683年 - 1685年 （天和3年 - 貞享2年）  | 先代の長男           |

### 大久保家
譜代 - 10万3千石→11万3千石→7万5000石
| 代 | 氏名 | よみ     | 官位・官職            | 在任期間                                | 前藩主との続柄・備考                         |
| -- | ---- | -------- | --------------------- | --------------------------------------- | -------------------------------------------- |
| 1  | 忠朝 | ただとも | 従四位下 加賀守・侍従 | 1686年 - 1698年 （貞享3年 - 元禄11年）  | 大久保教隆の2男 大久保忠職（忠隣の孫）の養子 |
| 2  | 忠増 | ただます | 従四位下 加賀守・侍従 | 1698年 - 1713年 （元禄11年 - 正徳3年）  | 先代の長男                                   |
| 3  | 忠方 | ただまさ | 従四位下 加賀守       | 1713年 - 1732年 （正徳3年 - 享保17年）  | 先代の長男                                   |
| 4  | 忠興 | ただおき | 従四位下 大蔵大輔     | 1732年 - 1763年 （享保17年 - 宝暦13年） | 先代の長男                                   |
| 5  | 忠由 | ただよし | 従五位下 加賀守       | 1763年 - 1769年 （宝暦13年 - 明和6年）  | 先代の長男                                   |
| 6  | 忠顕 | ただあき | 従五位下 加賀守       | 1769年 - 1796年 （明和6年 - 寛政8年）   | 先代の長男                                   |
| 7  | 忠真 | ただざね | 従四位下 加賀守・侍従 | 1796年 - 1837年 （寛政8年 - 天保8年）   | 先代の長男                                   |
| 8  | 忠愨 | ただなお | 従四位下 加賀守       | 1837年 - 1859年 （天保8年 - 安政6年）   | 先代の孫 大久保忠脩の長男                    |
| 9  | 忠礼 | ただのり | 従五位下 加賀守       | 1859年 - 1868年 （安政6年 - 明治元年）  | 讃岐高松藩主松平頼恕の7男                    |
| 10 | 忠良 | ただよし | 従五位下 加賀守       | 1868年 - 1871年 （明治元年 - 明治4年）  | 相模荻野山中藩主大久保教義の長男             |

## 幕末の領地
- 相模国
  - 足柄上郡のうち - 89村
  - 足柄下郡のうち - 88村
  - 淘綾郡のうち - 8村
  - 大住郡のうち - 20村（神奈川県に編入）
  - 愛甲郡のうち - 3村（同上）
  - 津久井郡のうち - 15村（同上）
- 駿河国
  - 駿東郡のうち - 8村（静岡藩に編入）
  - 富士郡のうち - 4村（同上）
- 伊豆国
  - 君沢郡のうち - 13村（韮山県に編入）
  - 田方郡のうち - 7村（同上）
- 摂津国
  - 東成郡のうち - 5村（大阪府に編入）
  - 住吉郡のうち - 8村（同上）
- 河内国
  - 交野郡のうち - 13村（河内県に編入）
  - 河内郡のうち - 5村（同上）
  - 大県郡のうち - 6村（同上）
  - 若江郡のうち - 4村（同上）
  - 志紀郡のうち - 4村（同上）
  - 安宿部郡のうち - 1村（同上）
  - 古市郡のうち - 1村（同上）
  - 高安郡のうち - 2村（うち1村を河内県、1村を堺県に編入）
  - 丹南郡のうち - 3村（うち2村を河内県、1村を堺県に編入）
  - 丹北郡のうち - 4村（うち2村を河内県、2村を堺県に編入）

明治維新後に、足柄上郡6村、足柄下郡3村、淘綾郡17村、大住郡5村（いずれも旧旗本領）が加わった。

## 小田原県
- 1869年7月25日（明治2年6月17日） - 版籍奉還により、明治政府の行政区画としての小田原藩が成立する。
同日から8月2日（6月25日）までの間に、最後の小田原藩主・大久保忠良が知藩事に任命される[2]。
- 1871年8月29日（明治4年7月14日） - 廃藩置県により小田原藩が廃止され、大久保忠良は免官となり、小田原県が設置される[3]。
- 1871年12月25日（明治4年11月14日） - 小田原県が、足柄県となる[4]。